# Acalypha mortoniana
Acalypha mortoniana là một loài thực vật có hoa trong họ Đại kích. Loài này được Lundell mô tả khoa học đầu tiên năm 1937.